# 4103 Chahine
4103 Chahine (1989 EB) là một tiểu hành tinh vành đai chính được phát hiện ngày 4 tháng 3 năm 1989 bởi Eleanor F. Helin ở Palomar.